# کیوهی هوریکاوا
کیوهی هوریکاوا (ژاپنی: 堀川 恭平؛ زادهٔ ۱۸ سپتامبر ۱۹۸۶) یک بازیکن فوتبال اهل ژاپن است.
از باشگاه‌هایی که در آن بازی کرده‌است می‌توان به باشگاه فوتبال جف یونایتد چیبا اشاره کرد.